# Rieti (pokrajina)
Pokrajina Rieti (talijanski: Provincia di Rieti) je talijanska pokrajina u regiji Lacij. Glavni grad je Rieti.
Ova pokrajina na zapadu uz Tiber graniči s pokrajinom Viterbo i pokrajinom Rim, na sjeveru s Umbrijom (pokrajina Perugia i pokrajina Terni), na istoku s Marke (pokrajina Ascoli Piceno) i Abruzzom (pokrajina L'Aquila i pokrajina Teramo). Područje ovo pokrajine većinom je brdovito.

## Najveće općine
(stanje 31. svibnja 2005.)
| Općina              | Stanovništvo |
| ------------------- | ------------ |
| Rieti               | 46.997       |
| Fara in Sabina      | 11.842       |
| Cittaducale         | 6.824        |
| Poggio Mirteto      | 5.536        |
| Borgorose           | 4.505        |
| Montopoli di Sabina | 3.897        |
| Magliano Sabina     | 3.832        |
| Contigliano         | 3.451        |

### Hidrografija

#### Jezera
- Lago del Salto
- Lago del Turano
- Lago di Rascino

#### Rijeke
- Velino
- Salto
- Turano
- Peschiera
- Farfa

## Vanjske poveznice
- (tal.)Službena stranica pokrajine
- (tal.)(engl.)Turistička zajednica